# トレインチャ・オーステルハウス
トレインチャ・オーステルハウス （Trijntje Oosterhuis、1973年2月5日 - ）は、オランダの女性歌手。

## ディスコグラフィ

### ソロ・アルバム
- For Once in My Life (1999年)
- Trijntje Oosterhuis (2003年)
- Strange Fruit (2004年)
- See You as I Do (2005年)
- 『ルック・オブ・ラヴ - バート・バカラック・ソングブック』 - The Look of Love: Burt Bacharach Songbook (2006年)
- 『フール・スピーク・フォー・ラヴ - バート・バカラック・ソングブック2』 - Who'll Speak for Love: Burt Bacharach Songbook II (2007年)
- 『ネヴァー・キャン・セイ・グッバイ』 - Never Can Say Goodbye (2009年)
- 『ジス・イズ・ザ・シーズン』 - This Is the Season (2010年)
- 『ニューヨークの日曜日』 - Sundays in New York (2011年) ※with クレイトン＝ハミルトン・ジャズ・オーケストラ
- We've Only Just Begun (2011年)
- Wrecks We Adore (2012年)
- Walk Along (2015年)
- Leven van de liefde (2017年)
- Mensen veel geluk – Liedjes van haar vader Huub Oosterhuis (2018年) ※with フーブ・オーステルハウス（トレインチャの父）
- Dit is voor mij (2019年)
- Wonderful Christmastime (2020年)

### トータル・タッチ
- 『トータル・タッチ』 - Total Touch (1996年)
- This Way (1998年)